# Мюллер, Мишель
Мишель Мюллер (англ. Michel Muller) — французский актёр, режиссёр, сценарист.

## Биография
Родился в Вене (Австрия). После двух лет преподавания математики в начальной школе Мишель Мюллер был уволен за появление перед учениками в костюме Пер-Ноэля, французского аналога Деда Мороза. После этого он сначала занялся рекламным бизнесом, а затем начал выступать в парижских кабаре и небольших театрах с комедийными моноспектаклями, такими, как «Только без цветов» (фр. Surtout pas d’fleurs), «Он вас любит» (фр. Il vous aime), «Не всё черное, не всё белое» (фр. Pas tout blanc, pas tout noir). Чёрный юмор его работ заинтересовал публику и профессионалов, в том числе и Клода Мартинеса, продюсера комедийных шоу. Мюллера начали приглашать на небольшие роли в теле- и кинофильмы, в основном комедийного плана.
В 1998 году Мюллер получил одну из центральных ролей в ленте «Путь свободен». После этого он неоднократно выступал в главных ролях, в частности, в фильмах «Плохое настроение» (2003), «Это не я, это другой» (2004), а также в сериале «Президент Эно» (2007). В 2007 году за роль в квебекском фильме «Справочник по мелкой мести» он был выдвинут на канадскую кинопремию «Джинни».
В 2004 году Мюллер выступает как сценарист, режиссёр и исполнитель главной роли в фильме «Жизнь Мишеля Мюллера прекраснее вашей», где с иронией рассказывает о повседневной жизни актёра.
Женат.

## Фильмография
| Год       |   | Русское название                      | Оригинальное название                               | Роль                                                                   |
| --------- | - | ------------------------------------- | --------------------------------------------------- | ---------------------------------------------------------------------- |
| 1994      | ф | Холм тысяч детей                      | La colline aux mille enfants                        | Юго                                                                    |
| 1998      | ф | Путь открыт                           | La voie est libre                                   | начальник станции/станционный клерк                                    |
| 1998      | ф | Поезд жизни                           | Train de vie                                        | Йосси                                                                  |
| 1998      | ф | Американская кухня                    | Cuisine americaine                                  | Налоговый инспектор                                                    |
| 1998      | с | Самое большое кабаре в мире           | Le plus grand cabaret du monde                      | Камео                                                                  |
| 1998—2006 | с | Все говорят                           | Tout le monde en parle                              | Камео                                                                  |
| 1999      | ф | Астерикс и Обеликс против Цезаря      | Astérix et Obélix contre César                      | Малосинус                                                              |
| 1999      | ф | Как рыбка без воды                    | Comme un poisson hors de l'eau                      | Дезире                                                                 |
| 1999      | ф | Орёл/Решка                            | Recto/Verso                                         | Жоэль                                                                  |
| 2000      | ф | Такси 2                               | taxi 2                                              | муж беременной женщины                                                 |
| 2000      | ф | Театр смерти                          | Promenons-nous dans les bois                        | полицейский                                                            |
| 2000—2006 | с | Нельзя угодить всем                   | On ne peut pas plaire a tout le monde               | Камео                                                                  |
| 2001      | ф | Васаби                                | Wasabi                                              | Морис "Момо"                                                           |
| 2003      | ф | Ключи от машины                       | Les clefs de bagnole                                |                                                                        |
| 2003      | ф | Фанфан-тюльпан                        | Fanfan la tulipe                                    | Транш Монтене                                                          |
| 2003      | ф | Плохое настроение                     | Mauvais esprit                                      | Симон Варё                                                             |
| 2004      | ф | Великолепная четвёрка                 | Les dalton                                          | директор банка                                                         |
| 2004      | ф | Это не я, это другой                  | C'est pas moi, c'est l'autre                        | Мариус                                                                 |
| 2005      | ф | Жизнь Мишеля Мюллера прекрасней вашей | La vie de Michel Muller est plus belle que la votre | Мишель Мюллер                                                          |
| 2005      | ф | Наша безумная жизнь                   | La vie est a nous!                                  | Щепка                                                                  |
| 2006      | ф | Справочник настоящего мстителя        | Guide de la petite vengeance                        | Робер                                                                  |
| 2006      | с | Ты мешаешь всем спать                 | T'empêches tout le monde de dormir                  | Камео                                                                  |
| 2007      | ф | Бегун (к/м)                           | The Jogger                                          | Фред                                                                   |
| 2007      | ф | Президент Эно                         | Hénaut président                                    | Пьер Эно                                                               |
| 2008      | ф | Их мораль… и наша мораль              | Leur morale... et la notre                          | Бриколь, менеджер гипермаркета                                         |
| 2008      | ф | Светская жизнь/Большая жизнь          | Cafe society/La grande vie                          | Феликс                                                                 |
| 2009      | ф |                                       | Tragedie Grouick                                    | озвучка                                                                |
| 2009      | ф | Южная ночь                            | Suite noire                                         | страховщик                                                             |
| 2009      | с | Загадочные убийства Агаты Кристи      | Les petits meurtres d'Agatha Christie               | Жан-Шарль Юмбер (1 сезон, 7 эпизод)                                    |
| 2010      | с | На стройку, месье Таннер              | En chantier, monsieur Tanner                        | Джеф                                                                   |
| 2011      | с | Борджиа                               | The Borgia                                          | Король Карл VIII (Сезон 1 - серии 6, 7, 8, 9, сезон 2 - серии 1, 3, 4) |
| 2012      | ф | Пётр                                  | Peter                                               | Фли                                                                    |
| 2016      | с | Чёрный барон                          | Baron Noir (Сезон 1)                                | генерал Баллеруа                                                       |
| 2017      | ф | Жених на двоих                        | Jour J                                              | полицейский                                                            |

## Награды и номинации
- 2007 — Джинни: номинация на награду лучшему актёру второго плана